# Световая величина
Светова́я величина́ — редуцированная фотометрическая величина, образованная из энергетической фотометрической величины при помощи относительной спектральной чувствительности специального вида — относительной спектральной световой эффективности монохроматического излучения для дневного зрения {\displaystyle V(\lambda )}.
От энергетических световые величины отличаются тем, что характеризуют свет с учётом его способности вызывать у человека зрительные ощущения. Образуют систему световых фотометрических величин.
В качестве единиц измерения световых величин используются особые световые единицы, базирующиеся на единице силы света «кандела». В свою очередь, кандела является одной из семи основных единиц Международной системы единиц (СИ).
Световые величины обозначаются теми же буквами, что и энергетические величины, из которых они образованы, но снабжаются при этом индексом «{\displaystyle v}», например, {\displaystyle X_{v}}.

## Монохроматическое излучение

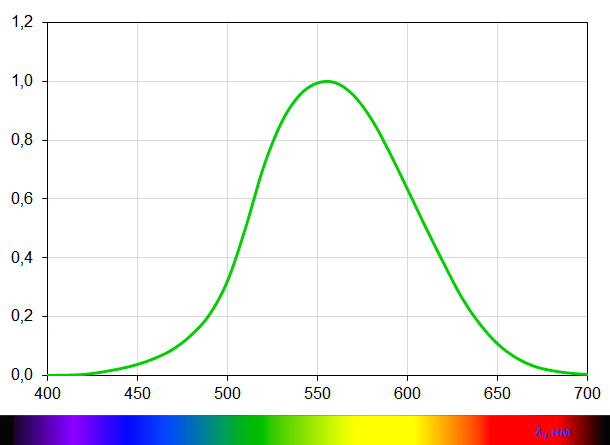
Относительная спектральная световая эффективность монохроматического излучения для дневного зрения

В случае монохроматического излучения с длиной волны {\displaystyle \lambda } соотношение, связывающее световую величину {\displaystyle X_{v}(\lambda )} с энергетической величиной {\displaystyle X_{e}(\lambda )}, имеет вид
{\displaystyle X_{v}(\lambda )=K_{m}\cdot X_{e}(\lambda )V(\lambda ),}
где {\displaystyle K_{m}} — максимальное значение спектральной световой эффективности монохроматического излучения (фотометрический эквивалент излучения), равное в Международной системе единиц (СИ) 683 лм/Вт. С учётом этого значения исходное соотношение принимает вид
{\displaystyle X_{v}(\lambda )=683\cdot X_{e}(\lambda )V(\lambda ).}
Функция {\displaystyle V(\lambda )} по своему физическому смыслу представляет собой относительную спектральную зависимость чувствительности человеческого глаза, её максимум располагается на длине волны 555 нм. Функция нормирована так, что её значение в максимуме равно единице.
Таким образом, из сказанного следует, что значение световой величины монохроматического излучения пропорционально значению энергетической величины и чувствительности глаза.

## Общий случай
В более общем случае, когда излучение занимает относительно широкий участок спектра, этот участок можно разбить на большое количество малых частей, каждая из которых располагается между {\displaystyle \lambda } и {\displaystyle \lambda +d\lambda } и имеет ширину {\displaystyle d\lambda }. Излучение, приходящееся на любую из этих частей, можно рассматривать как монохроматическое со значениями световой величины {\displaystyle dX_{v}(\lambda )} и энергетической — {\displaystyle dX_{e}(\lambda )}. Записав для каждой части спектрального диапазона приведённое выше соотношение и произведя суммирование (точнее, интегрирование), получим следующее:
{\displaystyle X_{v}=683\cdot \int \limits _{380~{\text{nm}}}^{780~{\text{nm}}}V(\lambda )\,dX_{e}(\lambda ).}
Для дальнейшего удобно ввести в рассмотрение спектральную плотность энергетической величины. Спектральная плотность {\displaystyle X_{e,\lambda }(\lambda )} величины {\displaystyle X_{e}} определяется как отношение величины {\displaystyle dX_{e}(\lambda ),} приходящейся на малый спектральный интервал, заключённый между {\displaystyle \lambda } и {\displaystyle \lambda +d\lambda ,} к ширине этого интервала:
{\displaystyle X_{e,\lambda }(\lambda )={\frac {dX_{e}(\lambda )}{d\lambda }}.}
Используя это определение в подынтегральном выражении, получаем окончательное соотношение для связи световой величины с соответствующей ей энергетической величиной, справедливое в общем случае:
{\displaystyle X_{v}=683\cdot \int \limits _{380~{\text{nm}}}^{780~{\text{nm}}}X_{e,\lambda }(\lambda )V(\lambda )\,d\lambda .}

## Спектральная плотность световой величины
Спектральная плотность световой фотометрической величины {\displaystyle X_{v}} определяется аналогично спектральной плотности энергетической величины: она представляет собой отношение величины {\displaystyle dX_{v}(\lambda ),} приходящейся на малый спектральный интервал, располагающийся между {\displaystyle \lambda } и {\displaystyle \lambda +d\lambda ,} к ширине этого интервала:
{\displaystyle X_{v,\lambda }(\lambda )={\frac {dX_{v}(\lambda )}{d\lambda }}.}
Обозначением спектральной плотности величины служит буква, представляющая соответствующую величину, с подстрочным индексом, указывающим спектральную координату. В качестве последней могут выступать не только длина волны, но и частота, энергия кванта света, волновое число и другие.

## Основные световые величины
Сведения об основных световых величинах и об их энергетических аналогах приведены в таблице.
| Наименование                        | Обозначение величины         | Определение                                                                                              | Обозначение единиц СИ | Энергетический аналог                      |
| ----------------------------------- | ---------------------------- | --- | --------------------- | ------------------------------------------ |
| Световая энергия                    | {\displaystyle Q_{v}}        | {\displaystyle K\int _{380~{\text{nm}}}^{780~{\text{nm}}}Q_{e,\lambda }(\lambda )V(\lambda )\,d\lambda } | лм·с                  | Энергия излучения                          |
| Световой поток                      | {\displaystyle \Phi _{v}}    | {\displaystyle \Phi _{v}={\frac {dQ_{v}}{dt}}}                                                           | лм                    | Поток излучения                            |
| Сила света                          | {\displaystyle I_{v}}        | {\displaystyle I_{v}={\frac {d\Phi _{v}}{d\Omega }}}                                                     | кд                    | Сила излучения (энергетическая сила света) |
| Объёмная плотность световой энергии | {\displaystyle U_{v}}        | {\displaystyle U_{v}={\frac {dQ_{v}}{dV}}}                                                               | лм·с·м−3              | Объёмная плотность энергии излучения       |
| Светимость                          | {\displaystyle M_{v}}        | {\displaystyle M_{v}={\frac {d\Phi _{v}}{dS_{1}}}}                                                       | лм·м−2                | Энергетическая светимость                  |
| Яркость                             | {\displaystyle L_{v}}        | {\displaystyle L_{v}={\frac {d^{2}\Phi _{v}}{d\Omega \,dS_{1}\cos \varepsilon }}}                        | кд·м−2                | Энергетическая яркость                     |
| Интегральная яркость                | {\displaystyle \Lambda _{v}} | {\displaystyle \Lambda _{v}=\int _{0}^{t}L_{v}(t')dt'}                                                   | кд·с·м−2              | Интегральная энергетическая яркость        |
| Освещённость                        | {\displaystyle E_{v}}        | {\displaystyle E_{v}={\frac {d\Phi _{v}}{dS_{2}}}}                                                       | лк                    | Облучённость                               |
| Световая экспозиция                 | {\displaystyle H_{v}}        | {\displaystyle H_{v}={\frac {dQ_{v}}{dS_{2}}}}                                                           | лк·с                  | Энергетическая экспозиция                  |

Здесь {\displaystyle dS_{1}} — площадь элемента поверхности источника,
{\displaystyle dS_{2}} — площадь элемента поверхности приёмника,
{\displaystyle \varepsilon } — угол между нормалью к элементу поверхности источника и направлением наблюдения.